# سكوت مين
سكوت مين (بالإنجليزية: Scott Maine)‏ هو لاعب كرة قاعدة أمريكي، ولد في 2 فبراير 1985 في بالم بيتش غاردنز في الولايات المتحدة.

## وصلات خارجية
- سكوت مين على موقع دوري كرة القاعدة الرئيسي (الإنجليزية)
- سكوت مين على موقعبيزبول رفرنس.كوم (الدوري الرئيسي) (الإنجليزية)
- سكوت مين على موقعبيزبول رفرنس.كوم (الدوري الثانوي) (الإنجليزية)